# John Walwork
 (août 2019).
Si vous disposez d'ouvrages ou d'articles de référence ou si vous connaissez des sites web de qualité traitant du thème abordé ici, merci de compléter l'article en donnant les références utiles à sa vérifiabilité et en les liant à la section « Notes et références ».
John C. Walwork est un pilote de rallye anglais.

## Palmarès
- Vainqueur du Rallye de Grande-Bretagne en 1954, sur Triumph TR3 (copilote Harold Brooks);

Autres résultats notables:
- 2e du rallye des Tulipes en 1956, sur Standard Eight (copilote William Bleakley);
- 6e du rallye des Tulipes en 1957, sur Alfa Romeo (copilote A.Pownall);
- 13e du rallye Monte-Carlo en 1958, sur Standard Ten.